# Bokhtar
Qurghonteppa (în tadjică Қурғонтеппа) este un oraș din Tadjikistan.